# 非文件
非文件（non-paper，法语aide-mémoire），是指在国际关系中，为了便于谈判和讨论而使用的非正式文本。“非文件”主要目的是便于将讨论过程中的内容落实在文字上，以便进一步协商。但为了防止“非文件”产生某种法律上的效力，“非文件”通常无编号、无落款、无日期、无标题，不会被检索和引用。